# ワシム・ブーイ
ワシム・ブーイ（Ouasim Bouy, 1993年6月11日 - ）は、オランダ・アムステルダム出身のサッカー選手。PECズヴォレ所属。ポジションはMF、DF。

## 経歴
12歳の時にアヤックス・アカデミーに入団。最初のカテゴリーはA2 U-13カテゴリーだった。その後順調に各カテゴリーをステップアップし、17歳当時にU-19のカテゴリーまで昇格した。オランダU-18代表での活躍がスカウトの目に留まり、ユヴェントスFCに5年契約で入団。当初は同クラブのプリマヴェーラでプレイした。
2012年7月にブレシア・カルチョへのレンタル移籍が発表された。2013年の１月にハンブルガーSVにレンタル移籍するが3試合の出場に終わる。2014年はパナシナイコスFCにレンタル移籍する。
2016-17シーズン前半はUSチッタ・ディ・パレルモへのローンでプレー。同シーズン後半からはPECズヴォレに再び加入した。
2017年8月、リーズ・ユナイテッドAFCと4年契約を結び、同時に2017-18シーズンはスペインのクルトゥラル・レオネサへレンタル移籍すると発表された。

## タイトル
アヤックス U-19
- エールディヴィジ U-19 : 2011, 2012

ユヴェントス・プリマヴェーラ
- トルネオ・ディ・ヴィアレッジョ : 2011-12

ユヴェントス
- スーペルコッパ・イタリアーナ : 2014